# Sprawy Bliskiego i Środkowego Wschodu
Sprawy Bliskiego i Środkowego Wschodu. Miesięczny komunikat wewnętrzny Spółki Wydawniczej „Reduta” w Jerozolimie – periodyk wydawany w latach 1947-1956 nakładem Instytutu Wschodniego „Reduta”. 
Redaktorem naczelnym był Włodzimierz Bączkowski. Początkowo pismo ukazywało się w Jerozolimie, od 1947 w Bejrucie w Libanie, od 1950 roku w Londynie (jako dwumiesięcznik). 